# ظهور مجيد!
ظهور مجيد! (بالإنجليزية: Appare-Ranman!)‏ هو مسلسل أنمي أصلي ياباني من إنتاج P.A.Works عرض في 10 أبريل حتى 25 سبتمبر 2020 ونشرت المانغا في مجلة يونغ إيس في 3 أبريل 2020.